# 二里沟站
二里沟站是一个位于中国北京市海淀区甘家口街道与西城区展览路街道交界，车公庄西路、车公庄大街、三里河路交叉口，属于北京地铁6号线和16号线的地铁换乘站，原计划2022年年底开通运营，但由于收尾工程及运营移交问题而多次延期，最终于2023年3月18日首班车起开通运营，成为北京地铁全路网第80座换乘站，也是一座开通即换乘的车站。

## 位置
二里沟站位于三里河路（南北向）和车公庄西路－车公庄大街（东西向）路口，6号线车站呈东西向布置，16号线车站呈南北向布置。
本站东南象限与百万庄北里居民住房改善项目A地块一体化建设。

## 结构
两线均为地下车站，其中16号线在本站上穿6号线。站内设有8条换乘通道。

### 楼层分布
| 地面     | 街道                           | A-D出入口                                             |
| 地下一层 | D口大堂                        | 客务中心、自动售票机、进出站闸机、C口缓冲平台、商铺   |
| 地下二层 | B/C口大堂                      | 客务中心、自动售票机、进出站闸机、补票机              |
| 地下二层 | 侧式站台，右側開门             |                                                       |
| 地下二层 | █ 16号线往北安河（国家图书馆） |                                                       |
| 地下二层 | █ 16号线往宛平城（甘家口）     |                                                       |
| 地下二层 | 侧式站台，右側開门             |                                                       |
| 地下二层 | A2口大堂                       | 客务中心、自动售票机、进出站闸机、补票机、D口缓冲平台 |
| 夹层     | A1口大堂                       | 客务中心、自动售票机、进出站闸机、5号直梯             |
| 夹层     | 6号线过轨连廊                  |                                                       |
| 地下三层 | 北换乘厅                       | 换乘厅（1、2号直梯）、中控室                          |
| 地下三层 | 侧式站台，右側開门             |                                                       |
| 地下三层 | █ 6号线往金安桥（白石桥南）    |                                                       |
| 地下三层 | █ 6号线往潞城（车公庄西）      |                                                       |
| 地下三层 | 侧式站台，右側開门             |                                                       |
| 地下三层 | 南换乘厅                       | 换乘厅（3、4号直梯）、中控室                          |

### 站厅及站台
本站6号线和16号线均采用侧式站台，其中16号线上下行站台之间需通过6号线站场南北两侧的换乘厅换乘至相反方向，6号线上下行站台间则可通过轨行区上方的过轨连廊换乘至相反方向，此外本站的外挂厅也可承担两线换乘职能。
本站共设有7台垂直电梯，其中除A1、A2两个出入口的直梯外，16号线每侧站台均有通往南北两个换乘厅的直梯，A1口外挂厅亦设有通往6号线金安桥方向站台的直梯。
本站的售检票装置则分布于五个外挂厅内。
然而由于站内的换乘方向标注并不明显，本站启用后常有乘客在换乘时迷失方向，为此16号线站台于2023年4月初另行张贴了多处提示6号线不同方向的换乘指示。
2023年下半年，二里沟站付费区内的5台直梯被分别编号：16号线宛平城方向站台至6号线金安桥方向站台（北换乘厅）为1号直梯，16号线北安河方向站台至6号线金安桥方向站台（北换乘厅）为2号直梯，16号线宛平城方向站台至6号线潞城方向站台（南换乘厅）为3号直梯，16号线北安河方向站台至6号线潞城方向站台（南换乘厅）为4号直梯，A1口外挂厅至6号线金安桥方向站台为5号直梯。

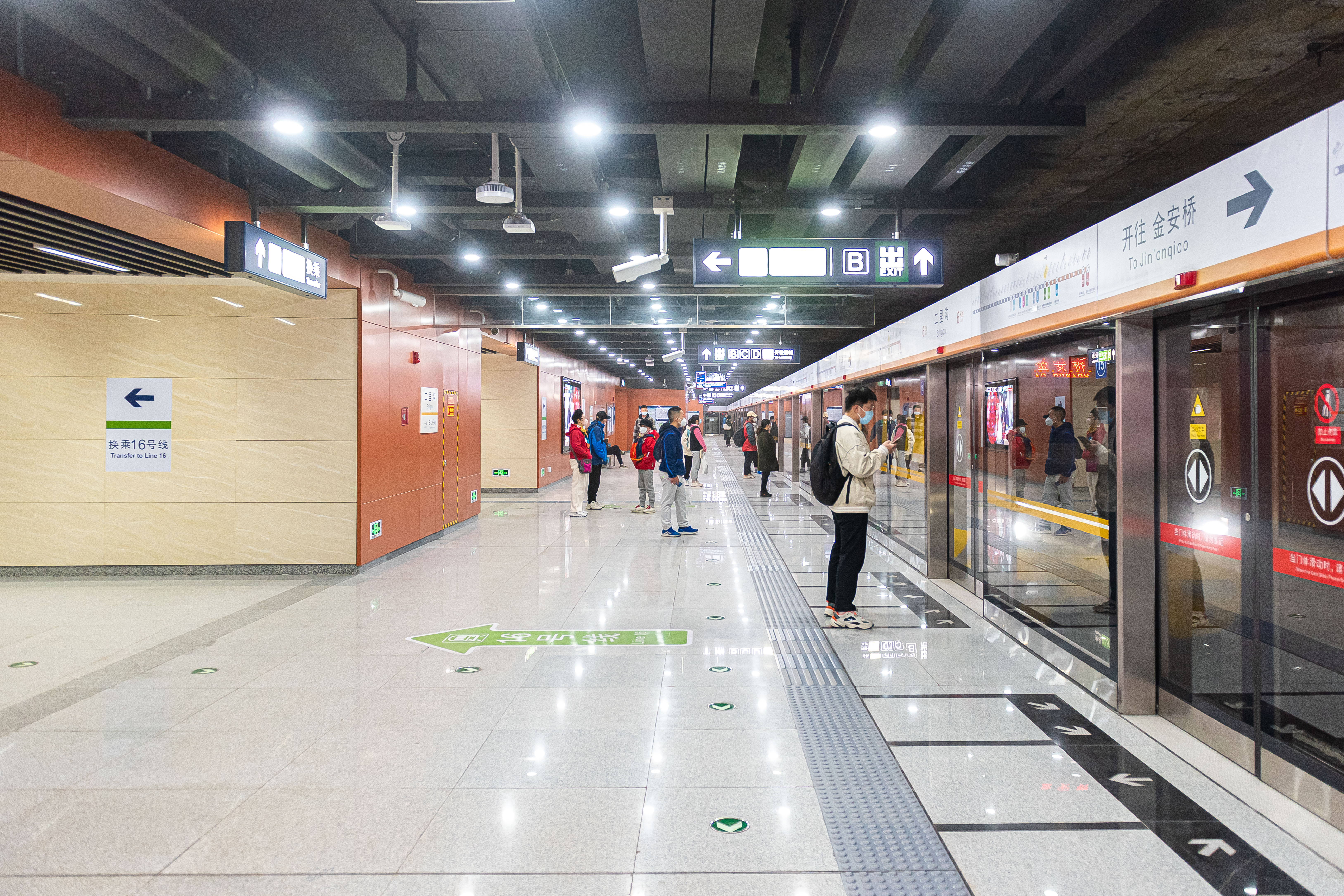
6号线站台（金安桥方向）
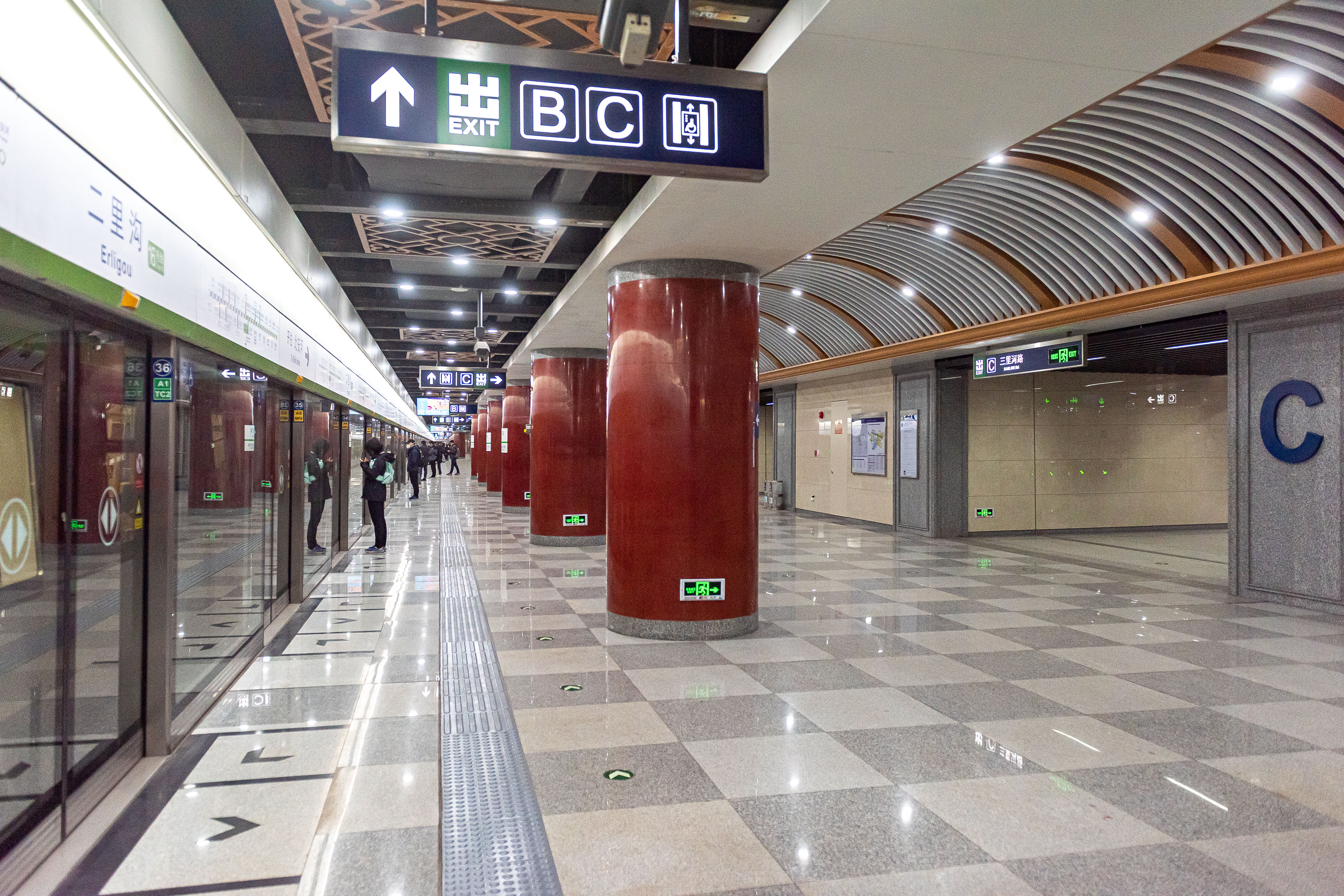
16号线站台（北安河方向）
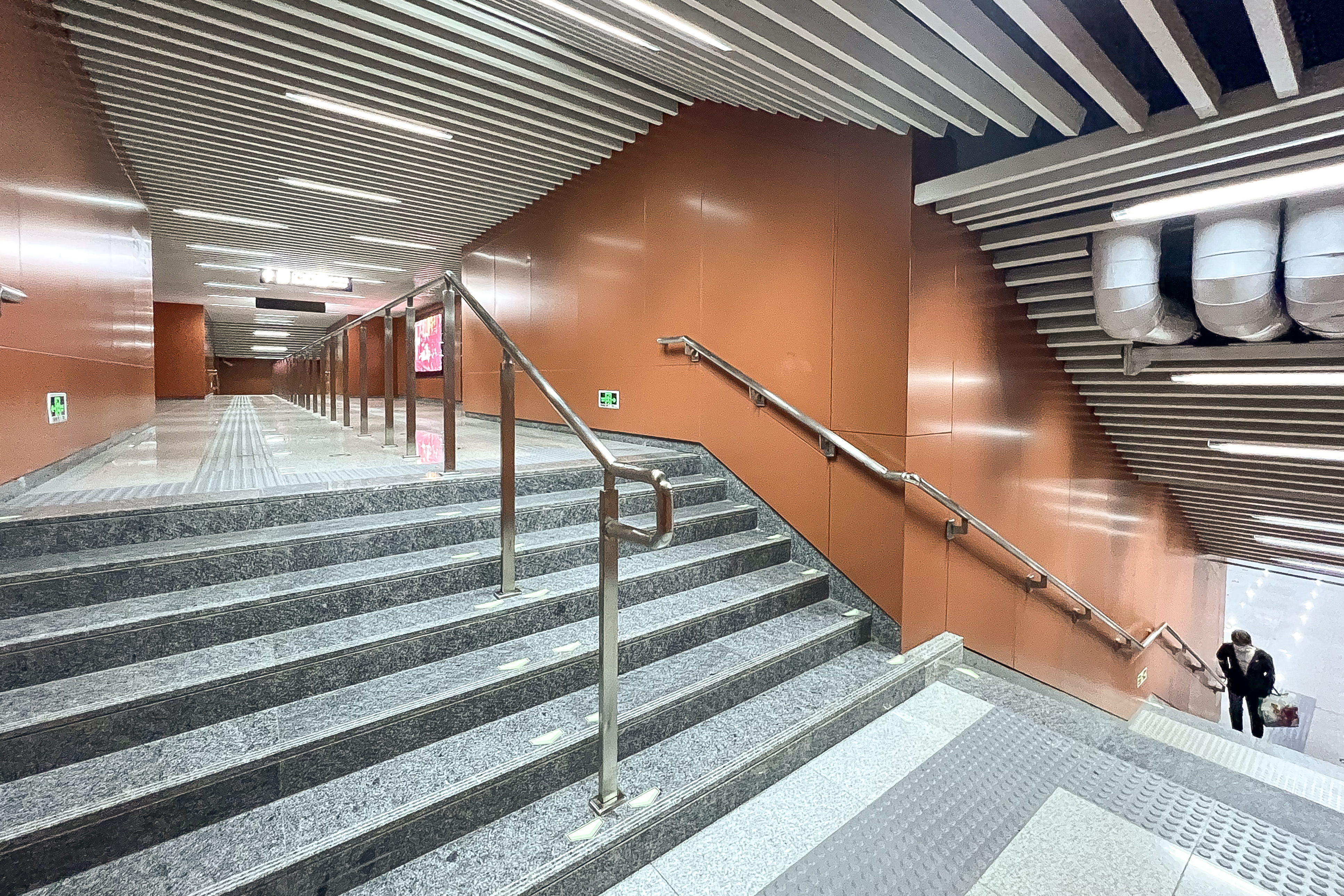
6号线换向通道
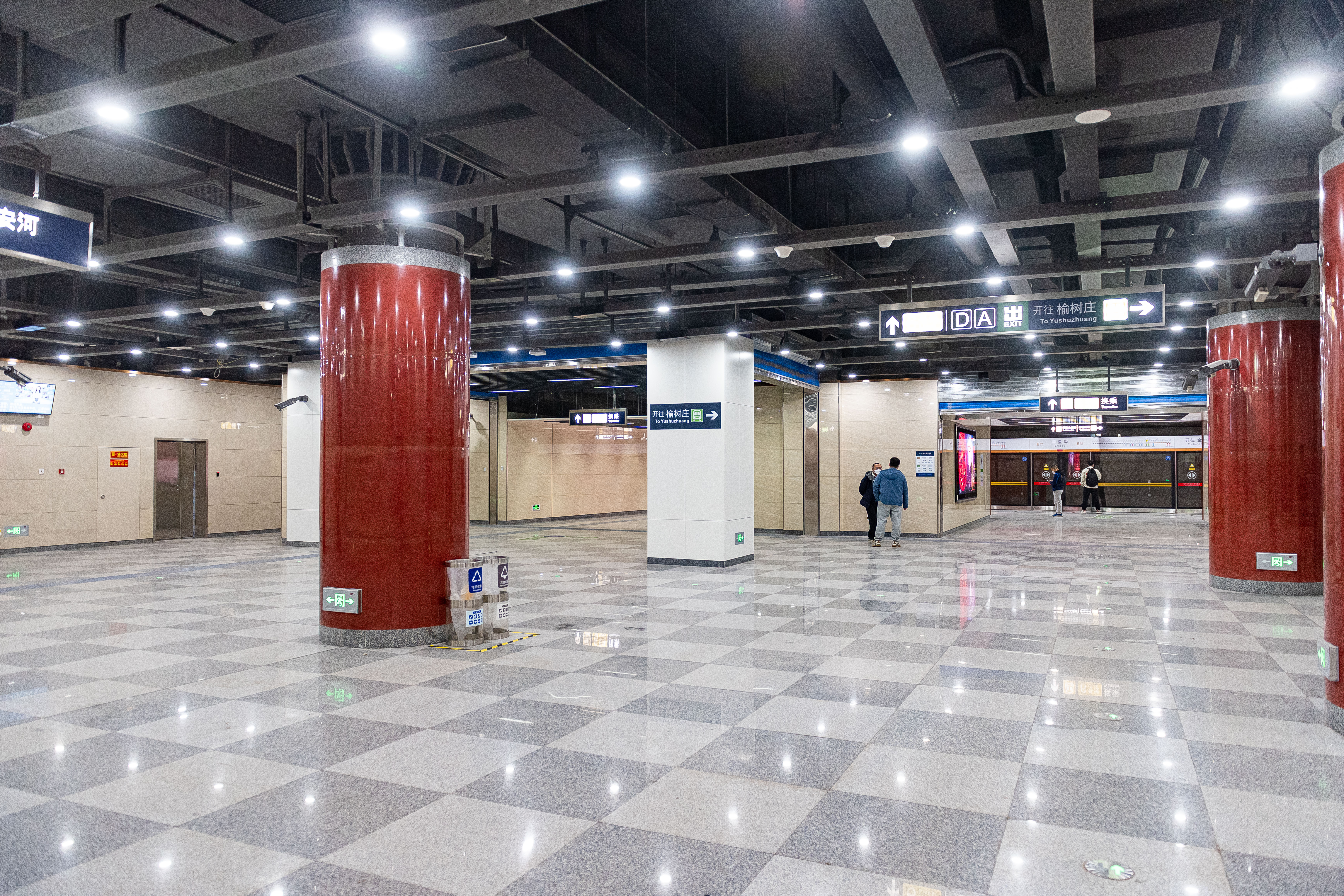
北换乘厅，通往6号线金安桥方向站台
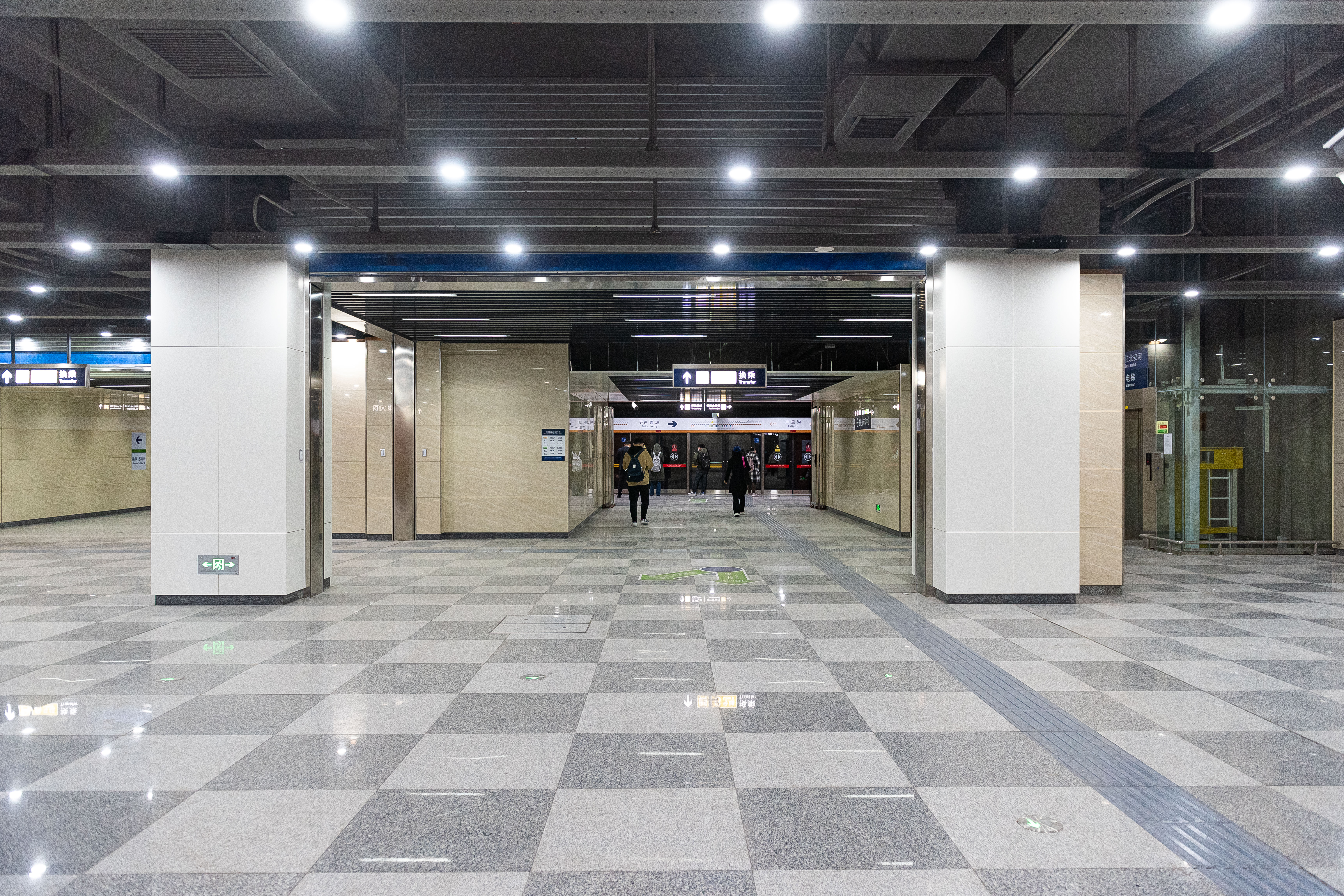
南换乘厅，通往6号线潞城方向站台
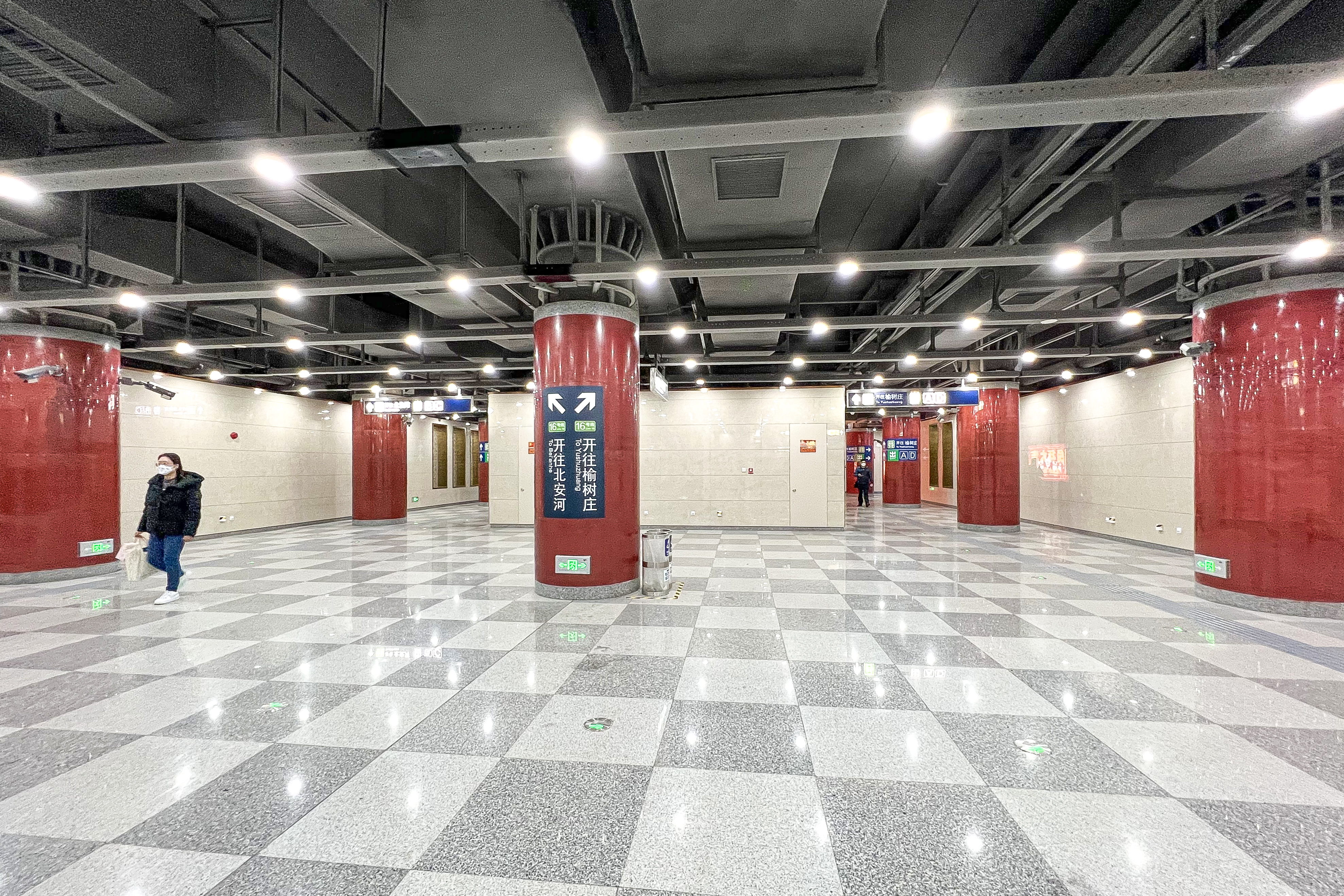
南换乘厅，通往6号线潞城方向站台
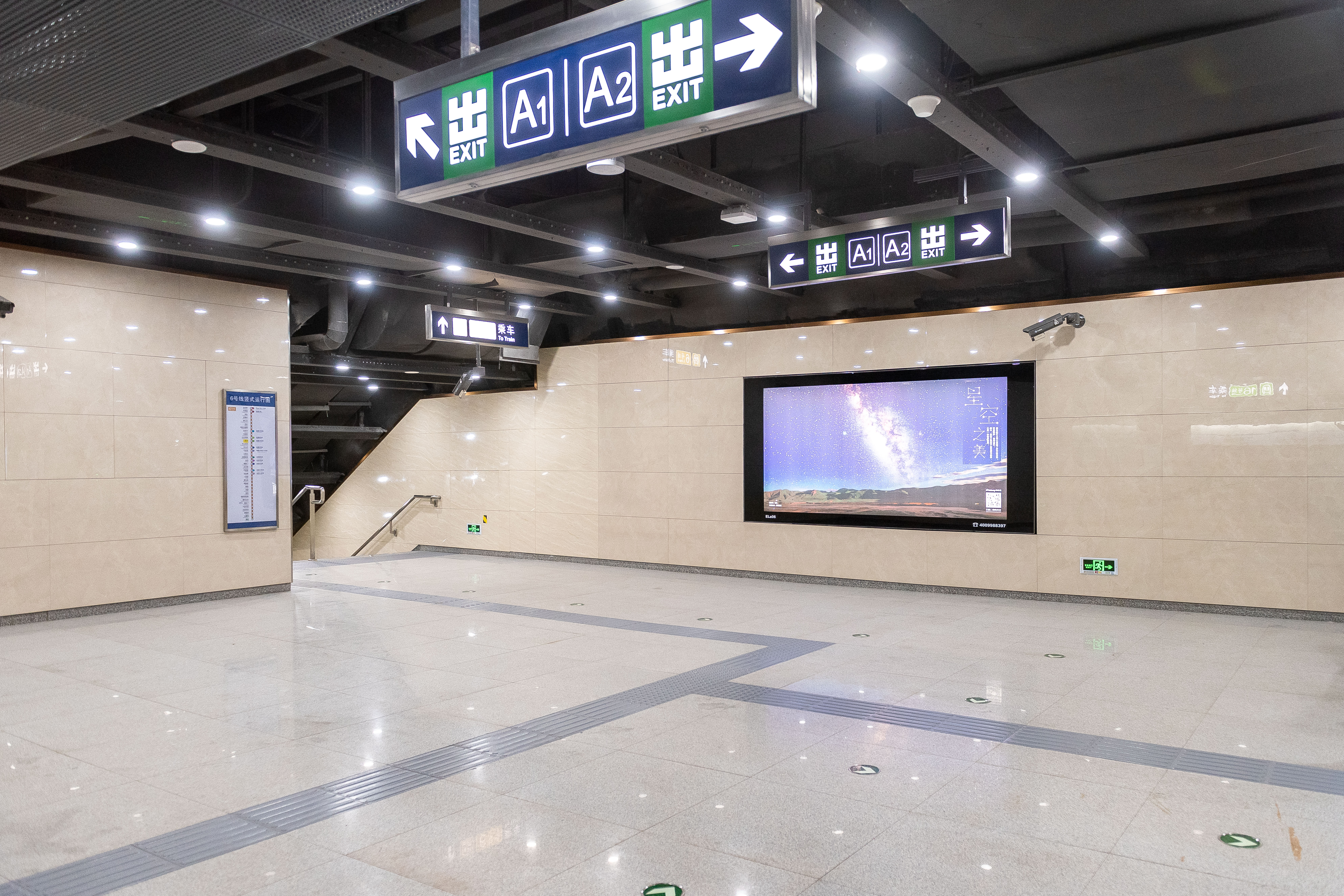
A1口与A2口外挂厅的分岔点，可见两个外挂厅并非完全平层设置
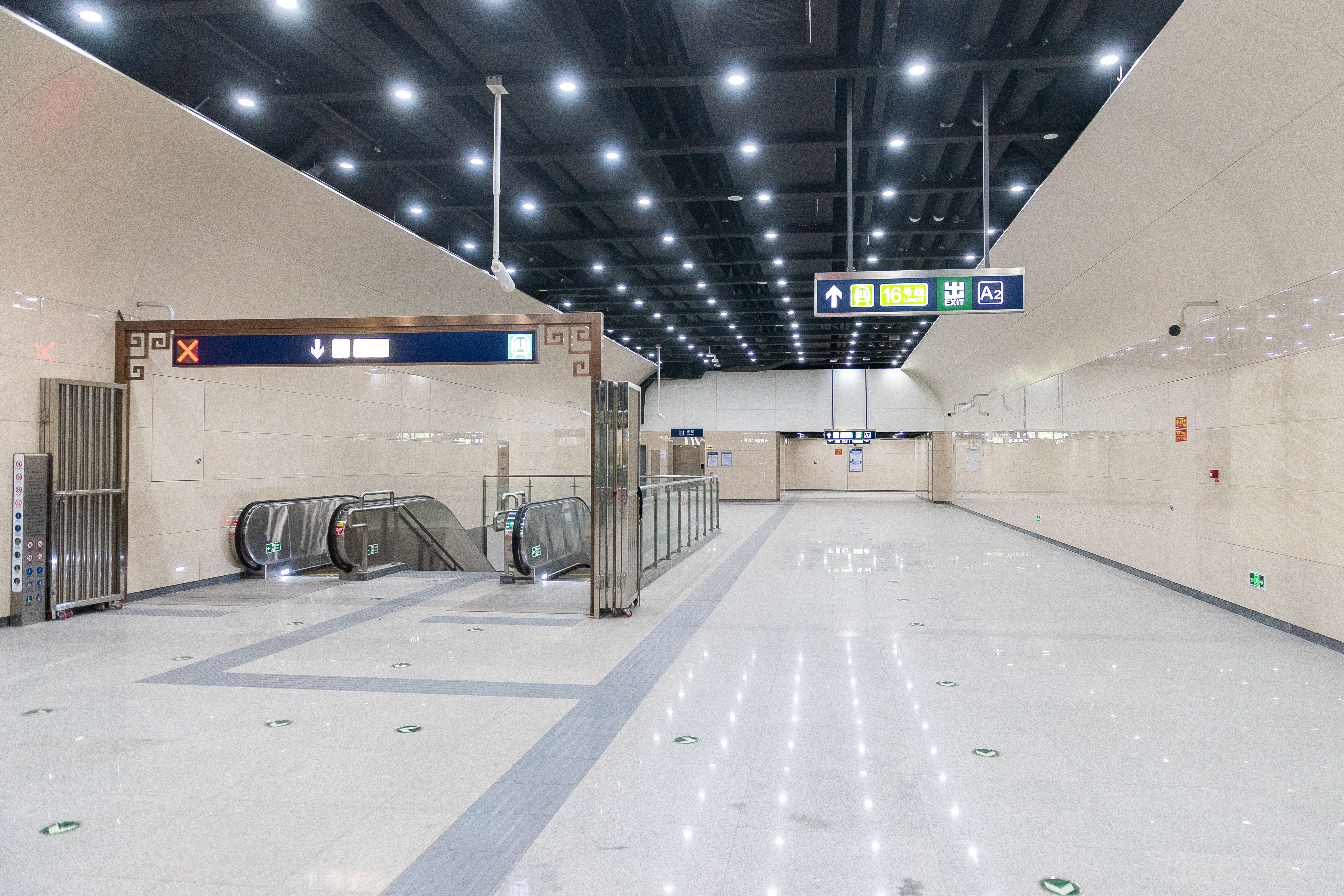
A1口外挂厅
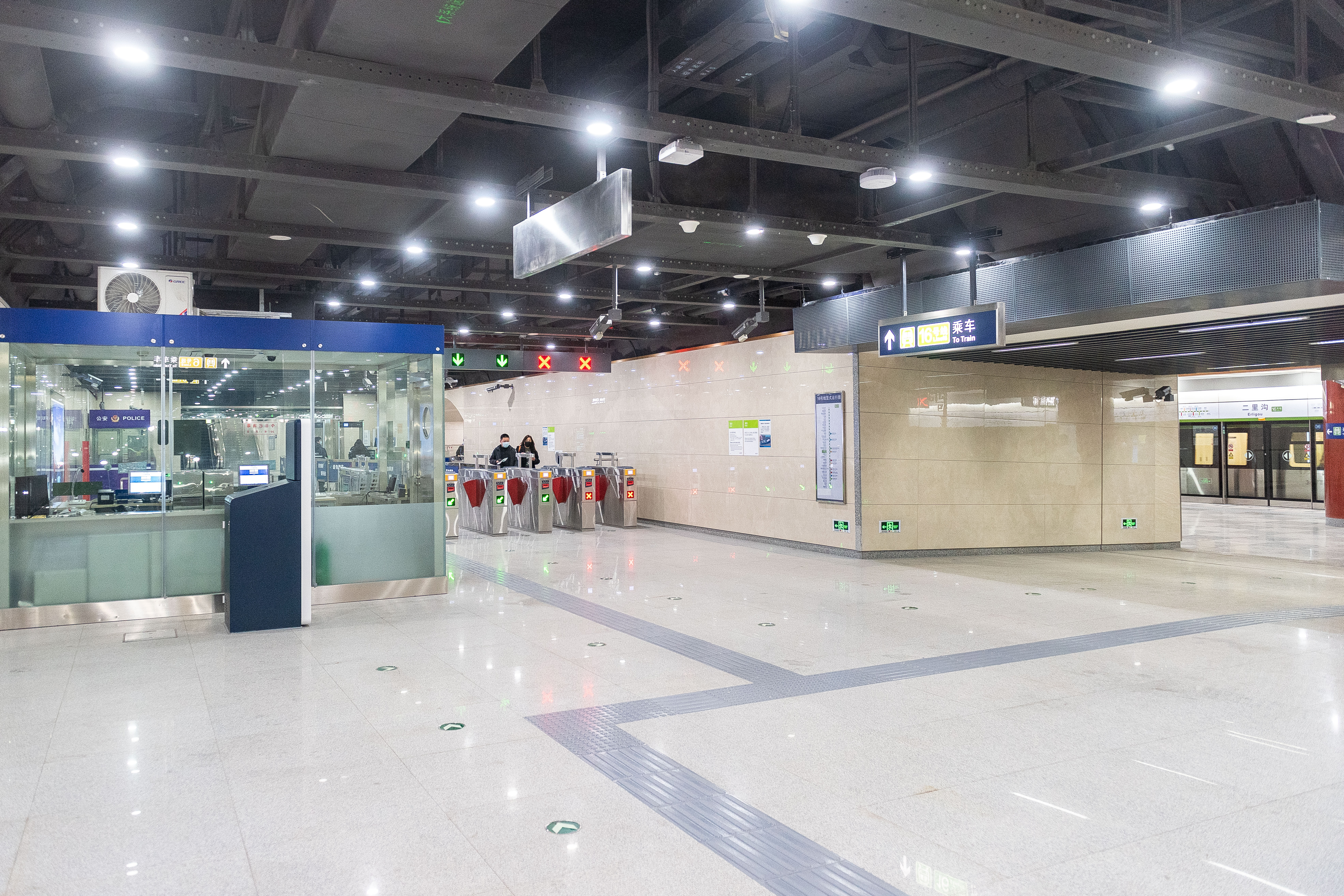
A2口外挂厅
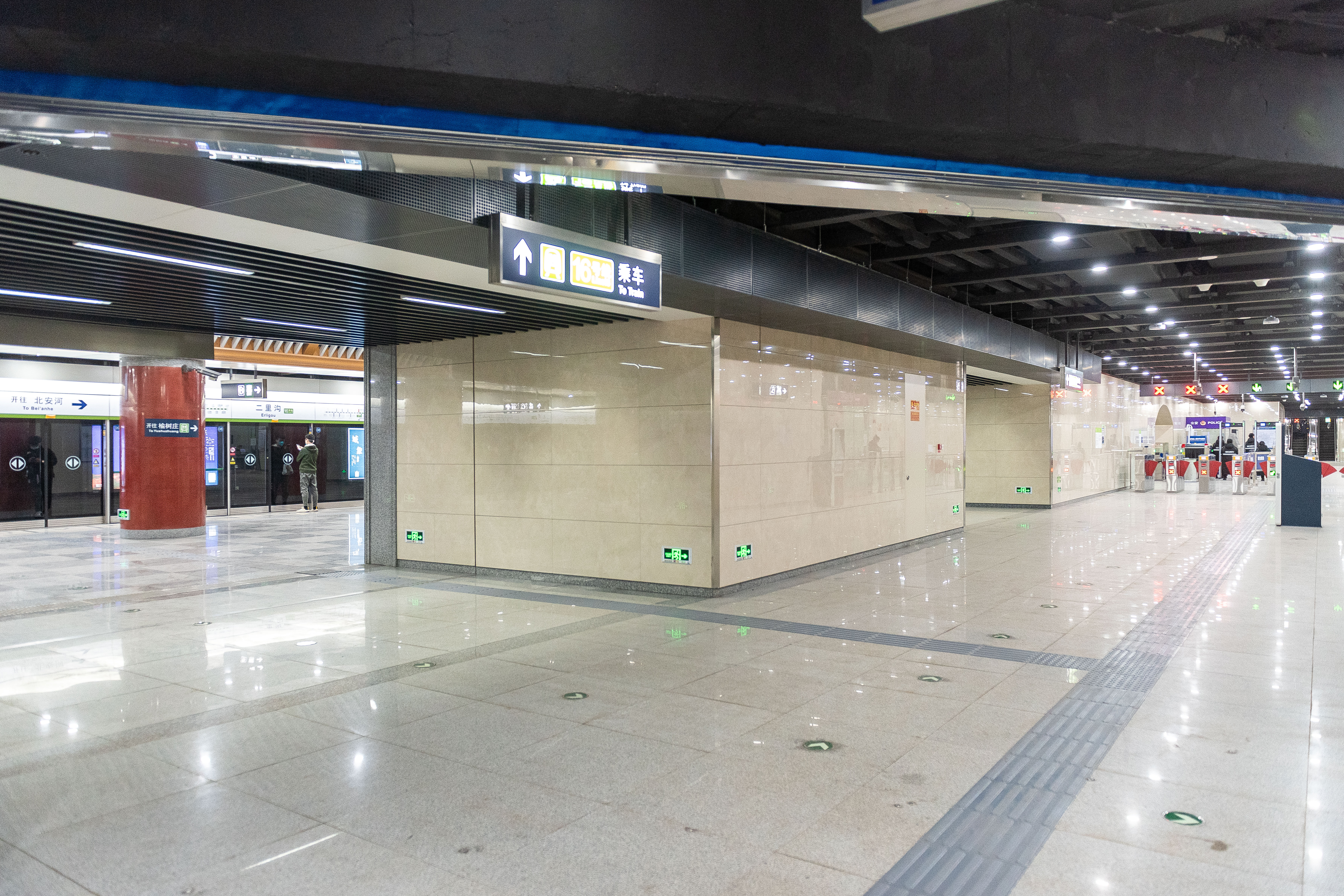
B口外挂厅
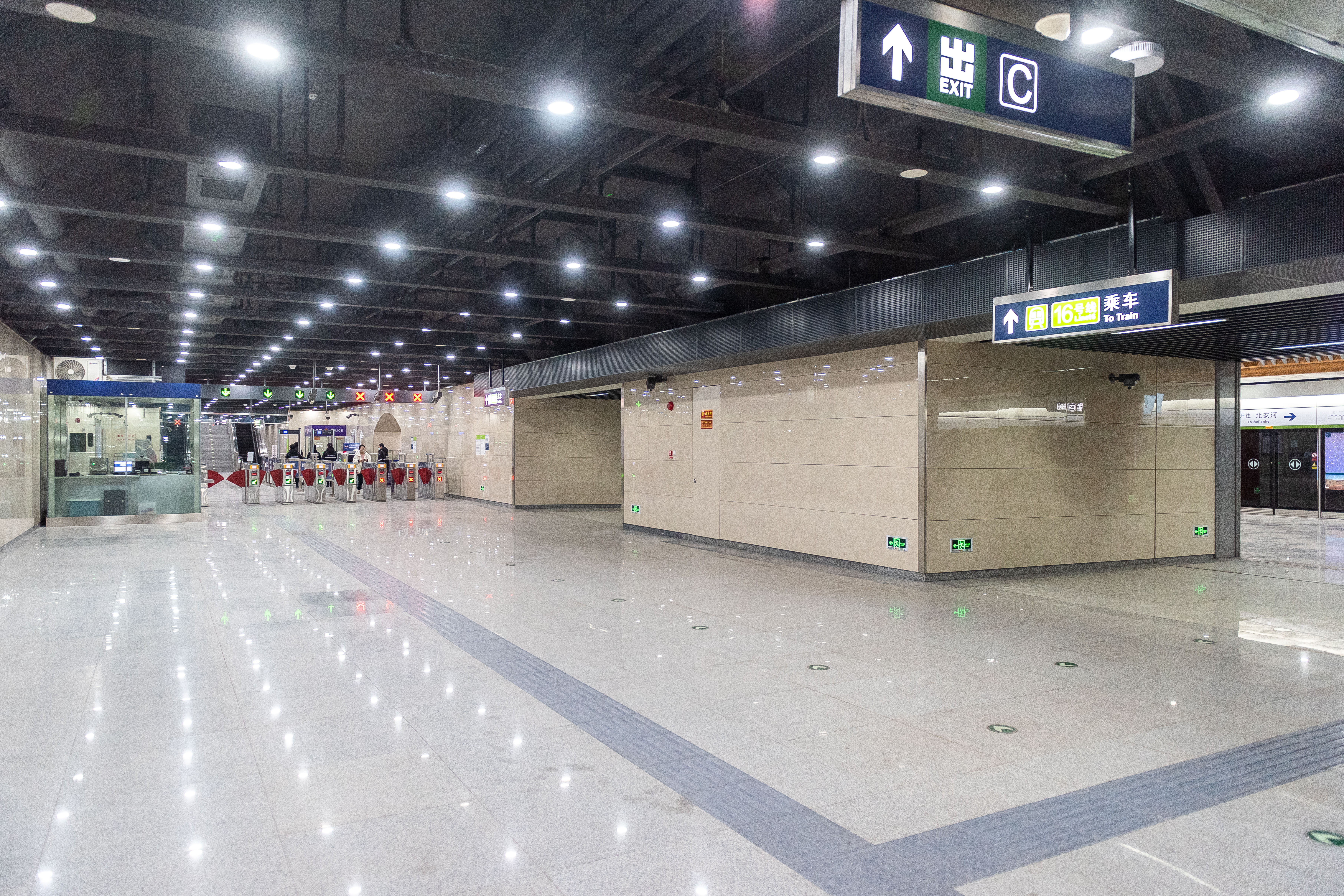
C口外挂厅
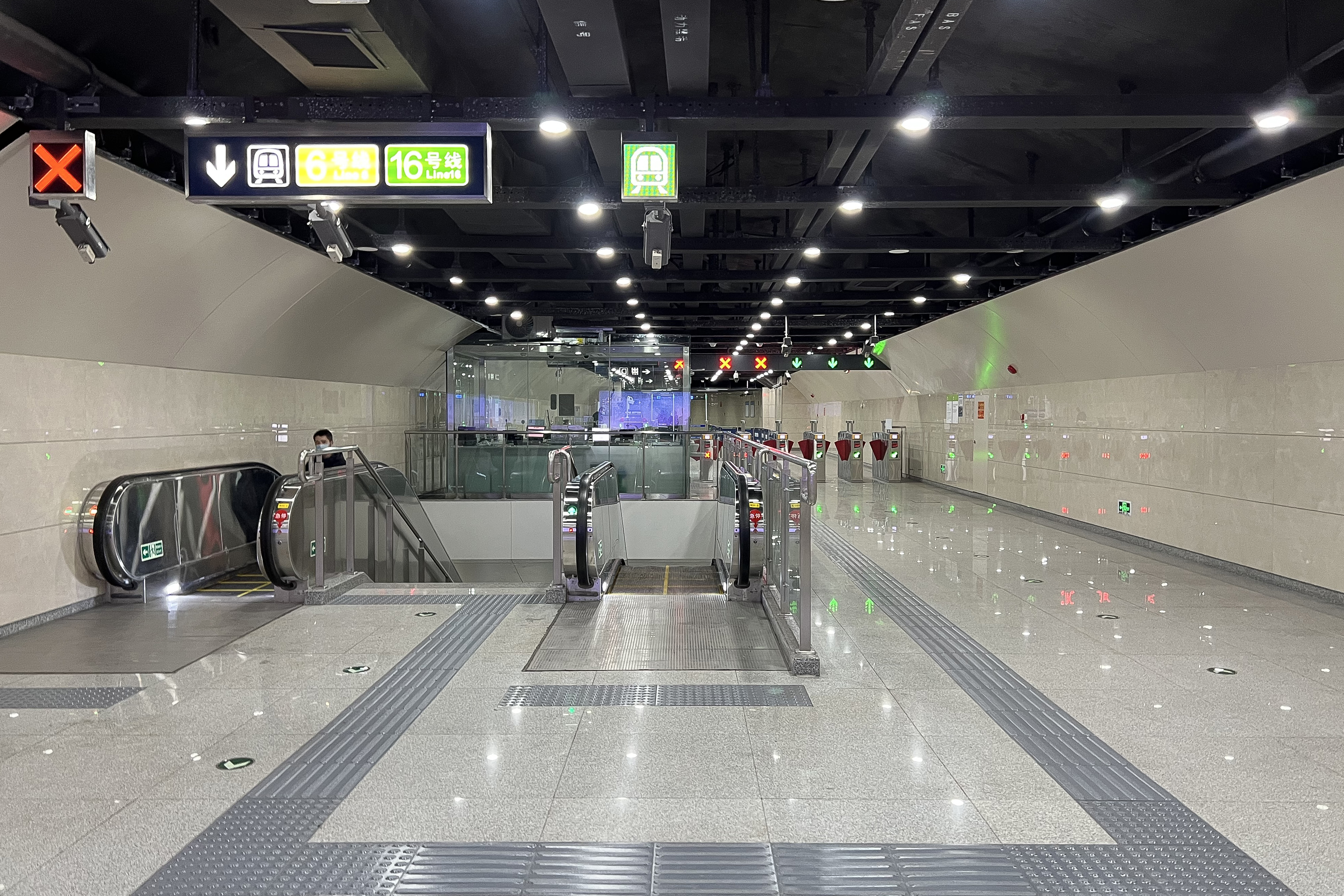
D口外挂厅
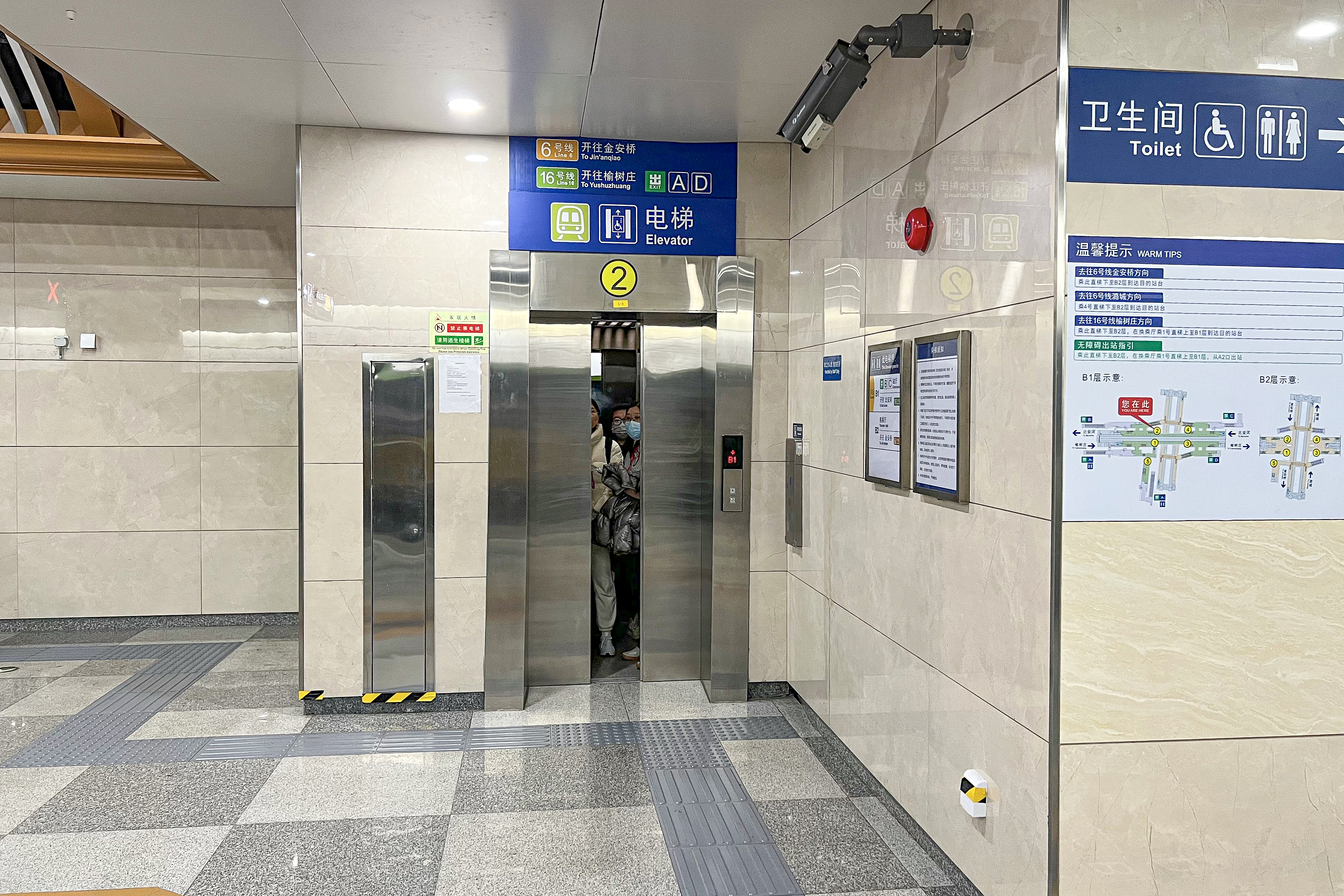
2号直梯

## 出入口
本站共有5个出入口，相应地设有5个外挂厅，其中A1口外挂厅与16号线站台（包括A2口外挂厅）间存在高差。
|                           |            |                                                                                      |      |            |
|                           |            |                                                                                      |      |            |
| 编号                      | 指示       | 建议前往的目的地                                                                     | 图片 | 无障碍设施 |
| 连通 6号线 16号线站厅     |            |                                                                                      |      |            |
| 出口 · A · 1 · 升降机标志 | 车公庄西路 | 车公庄西路（北侧）、新疆维吾尔自治区人民政府驻北京办事处                             |      |            |
| 出口 · A · 2 · 升降机标志 | 三里河路   | 三里河路（西侧）、首都师范大学实验小学                                               |      |            |
| 出口 · B                  | 三里河路   | 三里河路（东侧）、北京市第五十六中学、北京建筑大学附属小学、中国建筑设计研究院       |      | 不適用     |
| 出口 · C                  | 三里河路   | 三里河路（东侧）、车公庄大街（南侧）                                                 |      | 不適用     |
| 出口 · D                  | 车公庄西路 | 车公庄西路（南侧）、中国城市规划设计研究院、中华人民共和国住房和城乡建设部、中建大厦 |      | 不適用     |
| 註： 設有                 |            |                                                                                      |      |            |

## 历史
6号线在最初建设时并没有二里沟站，在16号线规划稳定后，为解决6号线与16号线之间的换乘问题，故在白石桥南至车公庄西区间内增加二里沟站。由于建设阶段建管公司认为此站在16号线开通之前投用意义不大，因此6号线一期在2012年12月30日开通时，二里沟站并没有投入使用，但在6号线一期开通时的车厢内，为二里沟站预留了闪灯图的灯位。6号线二期开通后，二里沟站的灯位被占用，在6号线西延（三期）开通后重新预留。
2020年12月31日，16号线中段开通，由于二里沟站需要与百万庄棚改项目进行一体化同步建设，因此16号线所有列车以大约50km/h的速度通过，均不停靠本站，16号线站台区域仅安装有屏蔽门及遮蔽墙，并未启动车站装饰装修工程。
2022年初，北京市重大项目建设指挥部办公室公布2022年度拟开通线路及车站计划，6号线及16号线二里沟站在列，并计划于2022年年底跟随16号线南段（木樨地-榆树庄段）同步开通。
2022年6月，二里沟站6号线站台边缘开始安装屏蔽门。9月，屏蔽门基本完成安装，6号线所有列车以大约45km/h的速度通过预留站台结构。
2022年12月11日凌晨，二里沟站正式接入6号线既有信号系统。由于信号系统变动触发了6号线启用的智能站台广播系统对于大站快车的程序设定，6号线沿途各站均在列车接近广播中加入了“本次列车为大站快车，二里沟站通过不停车”的表述。
由于装修收尾工程过程中正值防疫政策调整后导致的疫情爆发期，二里沟站原有开通计划被推迟，最终在16号线南段开通同日，二里沟站仍未启用。
2023年2月，二里沟站装修及收尾工程完工，并移交北京市地铁运营有限公司一分公司及北京京港十六号线地铁有限公司驻站筹备开通事宜。由于在车站管理界限上两公司出现分歧以及全国两会召开，开通计划一再延迟，最终延至2023年3月18日首班车起开通。

### 工程期間图片

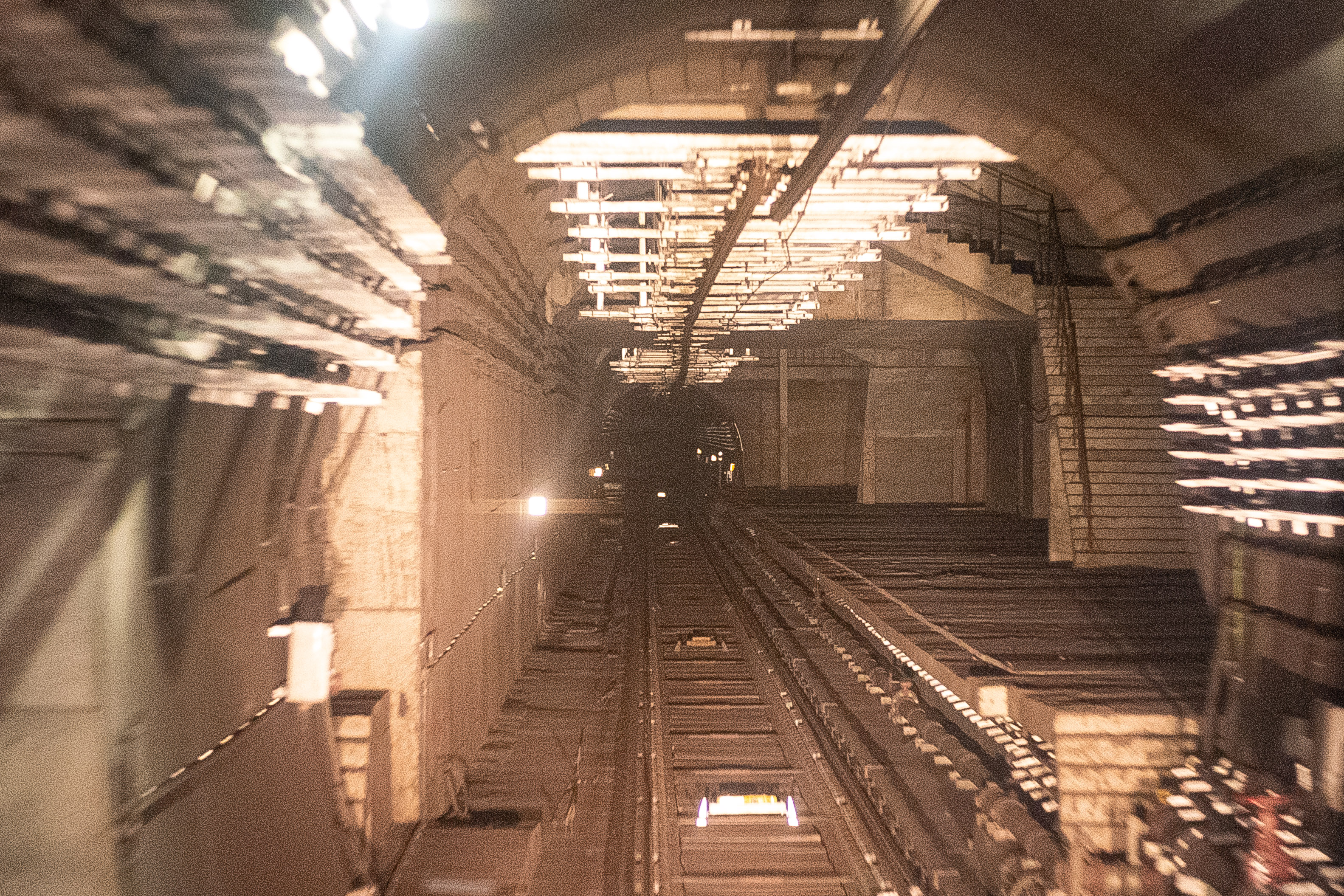
6号线西行隧道内的二里沟站预留站台结构（2021年9月摄）
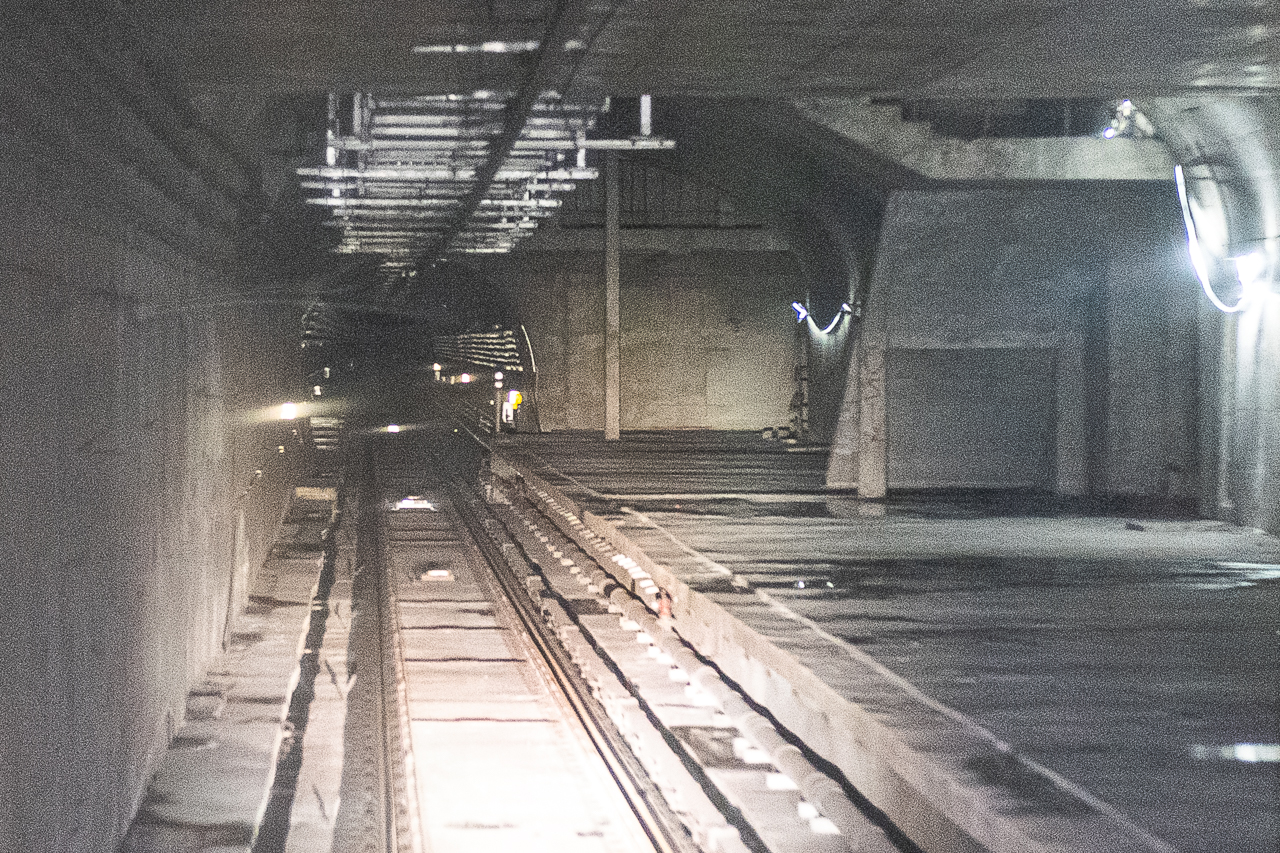
已安装工地照明灯带的二里沟站6号线预留结构（2021年12月摄）
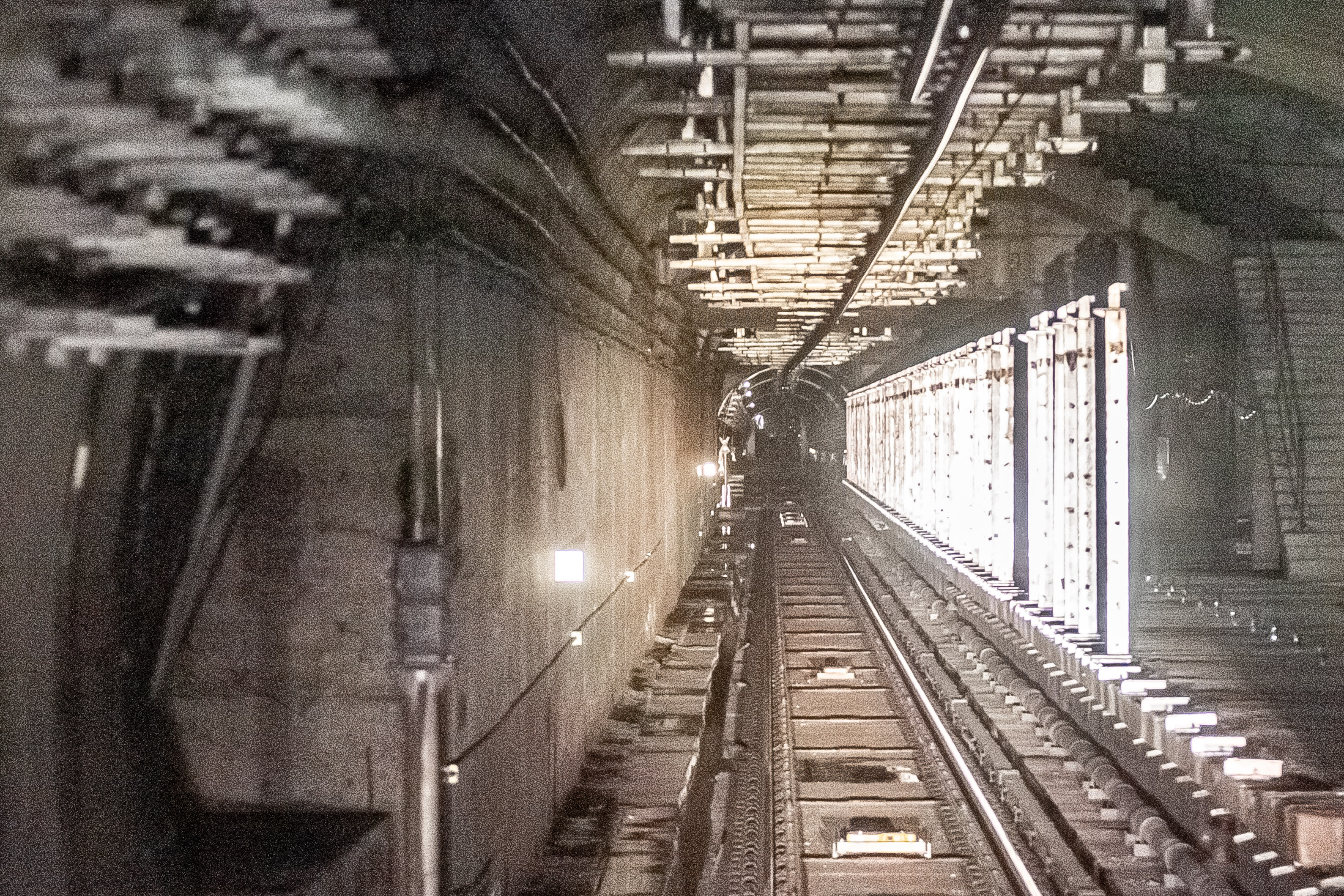
6号线东行隧道内的二里沟站预留站台结构，已开始安装屏蔽门，此前安装的工地照明灯带仍然可见（2022年6月摄）
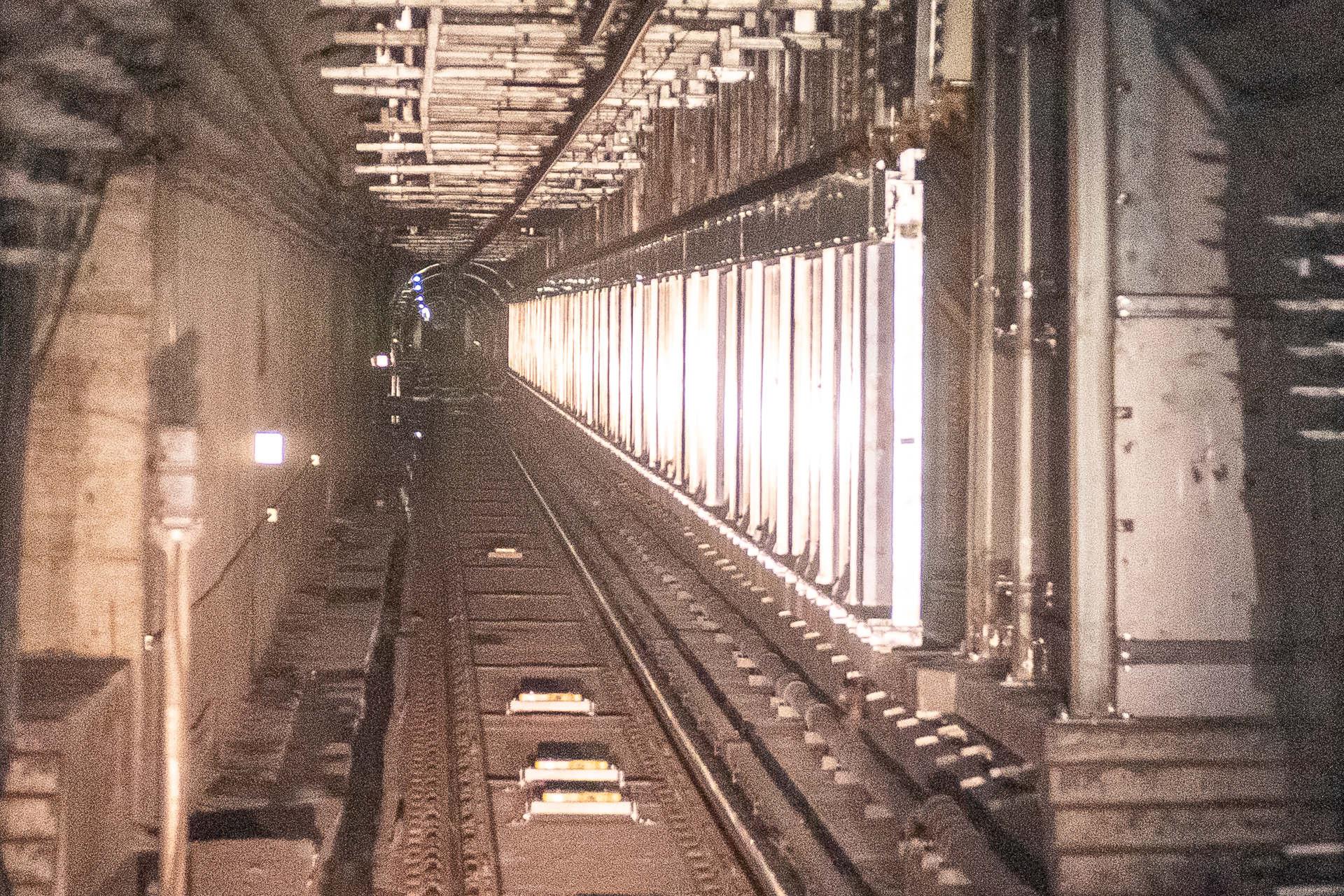
6号线东行隧道内的二里沟站预留站台结构，屏蔽门已安装（2022年9月摄）